# Dirka po Italiji 2001
Dirka po Italiji 2001 (italijansko Giro d'Italia 2001) je 84. izvedba dirke po Italiji, tritedenske moške cestne kolesarske etapne dirke. Začela se je 19. maja v Montesilvanu in končala 10. junija v Milanu. Sodelovalo je 180 kolesarjev iz 20-ih ekip. Rožnato majico je prvič osvojil Gilberto Simoni (Lampre-Daikin), drugo mesto Abraham Olano (ONCE-Eroski), tretje pa Unai Osa (iBanesto.com). Vijolično in modro majico je osvojil Massimo Strazzer (Mobilvetta Design–Formaggi Trentini), zeleno majico pa Fredy González (Selle Italia–Pacific).

## Ekipe
1. razred 
- Fassa Bortolo
- iBanesto.com
- Kelme–Costa Blanca
- Lampre-Daikin
- Liquigas–Pata
- Lotto–Adecco
- Mapei–Quick-Step
- Mercatone Uno–Stream TV
- ONCE-Eroski
- Saeco Macchine per Caffè
- Tacconi Sport–Vini Caldirola

2. razred 
- Alessio
- Alexia Alluminio
- Bonjour
- Cantina Tollo–Acqua e Sapone
- Ceramiche Panaria–Fiordo
- Mobilvetta Design–Formaggi Trentini
- Selle Italia–Pacific
- Team Colpack-Astro

## Etape
| Etapa | Datum     | Štart/Cilj                             | Razdalja    | Tip         | Tip                  | Zmagovalec                     |             |
| ----- | --------- | -------------------------------------- | ----------- | ----------- | -------------------- | ------------------------------ | ----------- |
| P     | 19. maj   | Montesilvano – Pescara                 | 7 km        |             | posamični kronometer | Rik Verbrugghe (BEL)           |             |
| 1     | 20. maj   | Giulianova – Francavilla al Mare       | 205 km      |             | hribovita etapa      | Ellis Rastelli (ITA)           |             |
| 2     | 21. maj   | Fossacesia – Lucera                    | 163 km      |             | ravninska etapa      | Danilo Hondo (GER)             |             |
| 3     | 22. maj   | Lucera – Potenza                       | 149 km      |             | ravninska etapa      | Danilo Hondo (GER)             |             |
| 4     | 23. maj   | Potenza – Mercogliano                  | 169 km      |             | gorska etapa         | Danilo Di Luca (ITA)           |             |
| 5     | 24. maj   | Avellino – Nettuno                     | 229 km      |             | ravninska etapa      | Ivan Quaranta (ITA)            |             |
| 6     | 25. maj   | Nettuno – Rieti                        | 152 km      |             | ravninska etapa      | Mario Cipollini (ITA)          |             |
| 7     | 26. maj   | Rieti – Montevarchi                    | 239 km      |             | hribovita etapa      | Stefano Zanini (ITA)           |             |
| 8     | 27. maj   | Montecatini Terme – Reggio Emilia      | 185 km      |             | hribovita etapa      | Pietro Caucchioli (ITA)        |             |
| 9     | 28. maj   | Reggio Emilia – Rovigo                 | 140 km      |             | ravninska etapa      | Mario Cipollini (ITA)          |             |
| 10    | 29. maj   | Lido di Jesolo – Ljubljana (Slovenija) | 212 km      |             | ravninska etapa      | Denis Zanette (ITA)            |             |
| 11    | 30. maj   | Bled (Slovenija) – Gorica              | 187 km      |             | ravninska etapa      | Pablo Lastras (ESP)            |             |
| 12    | 31. maj   | Gradišče ob Soči – Montebelluna        | 139 km      |             | ravninska etapa      | Matteo Tosatto (ITA)           |             |
| 13    | 1. junij  | Montebelluna – Passo Pordoi            | 225 km      |             | hribovita etapa      | Julio Alberto Pérez (MEX)      |             |
| 14    | 2. junij  | Cavalese – Arco                        | 166 km      |             | gorska etapa         | Carlos Alberto Contreras (COL) |             |
| 15    | 3. junij  | Sirmione – Salò                        | 55 km       |             | posamični kronometer | Dario Frigo (ITA)              |             |
| 16    | 4. junij  | Erbusco – Parma                        | 142 km      |             | ravninska etapa      | Ivan Quaranta (ITA)            |             |
|       | 5. junij  | dan počitka                            | dan počitka | dan počitka | dan počitka          | dan počitka                    | dan počitka |
| 17    | 6. junij  | Sanremo – Sanremo                      | 123 km      |             | hribovita etapa      | Pietro Caucchioli (ITA)        |             |
| 18    | 7. junij  | Imperia – Sant'Anna di Vinadio         | 230 km      |             | gorska etapa         | odpovedana                     |             |
| 19    | 8. junij  | Alba – Busto Arsizio                   | 163 km      |             | ravninska etapa      | Mario Cipollini (ITA)          |             |
| 20    | 9. junij  | Busto Arsizio – Arona                  | 181 km      |             | gorska etapa         | Gilberto Simoni (ITA)          |             |
| 21    | 10. junij | Arona – Milano                         | 125 km      |             | ravninska etapa      | Mario Cipollini (ITA)          |             |
|       | Skupaj    | Skupaj                                 | 3356 km     | 3356 km     | 3356 km              | 3356 km                        | 3356 km     |

## Razvrstitev po klasifikacijah
| Etapa  | Zmagovalec          | Rožnata majica · | Vijolična majica · | Zelena majica · | Modra majica ·    | Ekipno po času       | Ekipne po točkah             |
| ------ | ------------------- | ---------------- | ------------------ | --------------- | ----------------- | -------------------- | ---------------------------- |
| P      | Rik Verbrugghe      | Rik Verbrugghe   | brez               | brez            | brez              | ONCE-Eroski          | brez                         |
| 1      | Ellis Rastelli      | Rik Verbrugghe   | Ellis Rastelli     | Domenico Gualdi | Unai Osa          | Lampre-Daikin        | ONCE-Eroski                  |
| 2      | Danilo Hondo        | Rik Verbrugghe   | Gabriele Colombo   | Domenico Gualdi | Pietro Caucchioli | Lampre-Daikin        | Cantina Tollo–Acqua e Sapone |
| 3      | Danilo Hondo        | Rik Verbrugghe   | Danilo Hondo       | Domenico Gualdi | Mariano Piccoli   | Lampre-Daikin        | Lampre-Daikin                |
| 4      | Danilo Di Luca      | Dario Frigo      | Danilo Hondo       | Danilo Di Luca  | Ivan Quaranta     | ONCE-Eroski          | Lampre-Daikin                |
| 5      | Ivan Quaranta       | Dario Frigo      | Danilo Hondo       | Danilo Di Luca  | Massimo Strazzer  | ONCE-Eroski          | Lampre-Daikin                |
| 6      | Mario Cipollini     | Dario Frigo      | Danilo Hondo       | Danilo Di Luca  | Massimo Strazzer  | ONCE-Eroski          | Lampre-Daikin                |
| 7      | Stefano Zanini      | Dario Frigo      | Danilo Hondo       | Danilo Di Luca  | Massimo Strazzer  | ONCE-Eroski          | Lampre-Daikin                |
| 8      | Pietro Caucchioli   | Dario Frigo      | Danilo Hondo       | Fredy González  | Massimo Strazzer  | ONCE-Eroski          | Liquigas–Pata                |
| 9      | Mario Cipollini     | Dario Frigo      | Danilo Hondo       | Fredy González  | Massimo Strazzer  | ONCE-Eroski          | Lampre-Daikin                |
| 10     | Denis Zanette       | Dario Frigo      | Danilo Hondo       | Fredy González  | Massimo Strazzer  | ONCE-Eroski          | Tacconi Sport–Vini Caldirola |
| 11     | Pablo Lastras       | Dario Frigo      | Danilo Hondo       | Fredy González  | Massimo Strazzer  | iBanesto.com         | Tacconi Sport–Vini Caldirola |
| 12     | Matteo Tosatto      | Dario Frigo      | Massimo Strazzer   | Fredy González  | Massimo Strazzer  | iBanesto.com         | Tacconi Sport–Vini Caldirola |
| 13     | Julio Alberto Pérez | Gilberto Simoni  | Massimo Strazzer   | Fredy González  | Massimo Strazzer  | iBanesto.com         | Fassa Bortolo                |
| 14     | Carlos Contreras    | Gilberto Simoni  | Massimo Strazzer   | Fredy González  | Massimo Strazzer  | Selle Italia–Pacific | Fassa Bortolo                |
| 15     | Dario Frigo         | Gilberto Simoni  | Massimo Strazzer   | Fredy González  | Massimo Strazzer  | Alessio              | Fassa Bortolo                |
| 16     | Ivan Quaranta       | Gilberto Simoni  | Massimo Strazzer   | Fredy González  | Massimo Strazzer  | Alessio              | Fassa Bortolo                |
| 17     | Pietro Caucchioli   | Gilberto Simoni  | Massimo Strazzer   | Fredy González  | Massimo Strazzer  | Alessio              | Fassa Bortolo                |
| 18     | odpovedana          | Gilberto Simoni  | Massimo Strazzer   | Fredy González  | Massimo Strazzer  | Alessio              | Fassa Bortolo                |
| 19     | Mario Cipollini     | Gilberto Simoni  | Massimo Strazzer   | Fredy González  | Massimo Strazzer  | Alessio              | Fassa Bortolo                |
| 20     | Gilberto Simoni     | Gilberto Simoni  | Massimo Strazzer   | Fredy González  | Massimo Strazzer  | Alessio              | Fassa Bortolo                |
| 21     | Mario Cipollini     | Gilberto Simoni  | Massimo Strazzer   | Fredy González  | Massimo Strazzer  | Alessio              | Fassa Bortolo                |
| Skupaj | Skupaj              | Gilberto Simoni  | Massimo Strazzer   | Fredy González  | Massimo Strazzer  | Alessio              | Alessio                      |

## Končna razvrstitev
| Legenda | Legenda                                  | Legenda | Legenda                                       |
| ------- | ---------------------------------------- | ------- | --------------------------------------------- |
|         | Predstavlja vodilnega v skupnem seštevku |         | Predstavlja vodilnega v razvrstitvi Intergiro |
|         | Predstavlja vodilnega po točkah          |         | Predstavlja vodilnega v gorski razvrstitvi    |